# Skjelnan
Skjelnan est une localité du comté de Troms, en Norvège.

## Géographie
Administrativement, Skjelnan fait partie de la kommune de Tromsø.